# Ескортні міноносці типу «Хант»
Ескортні міноносці типу «Гант» (англ. Hunt-class destroyer) — клас військових кораблів з 86 ескортних міноносців 4-х підкласів, що випускалися британськими суднобудівельними компаніями з 1939 по 1943 роки й брали найактивнішу участь у битвах Другої світової війни. Назва походить від англійського «гант» (полювання) та виказує зв'язок із традиційним англійським полюванням на лисиць — «фокс-гантинґ» англ. Fox hunting.
Кораблі визначеного класу будувалися відповідно до прийнятої на початку 1938 року Британським адміралтейством концепцією швидкохідного ескортного корабля, здатного, крім забезпечення ППО конвоїв, вирішувати і деякі функції ескадрених міноносців, яким вони поступалися в цілому за озброєнням та бронюванням. Ескортним міноносцям серії «Гант» привласнювали, як правило, назви з мисливської термінології, а саме назви регіонів традиційного полювання британцями на лисицю.

## Дизайн, конструкція та озброєння
Ескортні міноносці типу «Гант» мали загальну довжину між перпендикулярами — 85 м у першій серії, потім — 85,3 м у другій та третій серії, й найбільшу довжину в IV серії — 90,22 м; бімс відповідно становив: I-ша серія: 8,8 м, II-га та IV-та серії — 9,6 м і III-тя серія: 10,16 м; та висота від 2,36 м до 3,51 м. Водотоннажність бойового корабля становила: стандартна — від 1 020 до 1 194 т та повна — від 1 360 т до 1 586 т відповідно.
Головна енергетична установка ескортних міноносців цього типу була ідентичною есмінцям типу «Джервіс» і мала два триколекторні «Адміралтейські» котли з пароперегрівником і два одноступінчаті редуктори, дві двокорпусні парові турбіни Parsons. Дві турбіни (високого і низького тиску) і редуктор становили турбозубчатий агрегат. Розміщення ГЕУ — лінійне. Котли розміщені в ізольованих відсіках, турбіни — в загальному машинному відділенні, при цьому були відокремлені від турбін водонепроникною перегородкою. Робочий тиск пари — 21,2 кгс/см² (20,5 атм.), температура — 332 °С (630 °F).
Проектна потужність становила 19 000 к.с., що мало забезпечити максимальну швидкість ходу (при повному навантаженні) в 27 вузлів (50 км/год). Запас палива забезпечував дальність плавання 3 600 миль (6 660 км) 14-вузловим ходом (26 км/год). Екіпаж ескортного міноносця становив від 164 до 170 офіцерів та матросів.
Корабельна артилерія головного калібру (ГК): 4-6 102-мм універсальних швидкострільних гармат Mk XVI з довжиною ствола 45 калібрів у подвійних баштах CP Mk.XIX по центральній осі корабля. Максимальний кут піднесення +80°, зниження на −10°. Маса снаряда 28,8-30,28 кг, початкова швидкість — до 811 м/с. Гармати мали швидкострільність 15-20 пострілів на хвилину. Боєзапас становив 200 пострілів на ствол.
Зенітне озброєння корабля включало чотири 40-мм зчетверені автоматичні зенітні гармати QF 2 Mark VIII, які були відомі через характерний звук під час стрільби, як гармата «пом-пом». Також встановлювались дві 20-мм автоматичні зенітні гармати «Ерлікон» в установках P Mk. III.
Протичовнове озброєння корабля складалося з 40 (I-ша та IV-та серії) та 110 (II-га та III-тя серії) глибинних бомб, 2-4 бомбоскидачів на кормі і 1-3 направляючих для скидання бомб.

## Список ескортних міноносців типу «Гант»

### Підтип I
| №  | Корабель    | Номер вимпелу | Виготовлювач                                        | Закладено      | Спущено         | У строю           | Статус |
| -- | ----------- | ------------- | --------------------------------------------------- | -------------- | --------------- | ----------------- | --- |
| 1  | «Атерстоун» | L05           | Cammell Laird, Беркенгед                            | 8 червня 1939  | 12 грудня 1939  | 23 березня 1940   | у жовтні 1945 року списаний та 25 листопада 1957 року розібраний на брухт |
| 2  | «Берклі»    | L17           | Cammell Laird, Беркенгед                            | 8 червня 1939  | 29 січня 1940   | 6 червня 1940     | 19 серпня 1942 року потоплений Fw 190 під час рейду на Дьєпп |
| 3  | «Кеттісток» | L35           | Yarrow Shipbuilders, Скотстон                       | 9 червня 1939  | 22 лютого 1940  | 22 липня 1940     | 26 березня 1946 року списаний та 2 липня 1957 року розібраний на брухт |
| 4  | «Клівленд»  | L46           | Yarrow Shipbuilders, Скотстон                       | 7 липня 1939   | 24 квітня 1940  | 18 вересня 1940   | у вересні 1945 року виведений зі складу флоту та 14 грудня 1959 року розібраний |
| 5  | «Еглінтон»  | L87           | Vickers-Armstrongs, Тайнсайд                        | 8 червня 1939  | 28 грудня 1940  | 28 серпня 1940    | восени 1945 року виведений зі складу флоту та 28 травня 1956 року розібраний на брухт |
| 6  | «Ексмур»    | L61           | Vickers-Armstrongs, Тайнсайд                        | 8 червня 1939  | 25 січня 1940   | 1 листопада 1940  | 25 лютого 1941 року потоплений німецькими швидкісними торпедними катерами типу S-Boot та затонув поблизу Лоустофта |
| 7  | «Ферні»     | L11           | John Brown & Company, Клайдбанк                     | 8 червня 1939  | 9 січня 1940    | 29 травня 1940    | з серпня 1945 до 1947 року — корабель-мішень для військової авіації; 1947 році списаний та 7 листопада 1956 року розібраний на брухт |
| 8  | «Ґарт»      | L20           | John Brown & Company, Клайдбанк                     | 8 червня 1939  | 14 лютого 1940  | 1 липня 1940      | у грудні 1945 року списаний та 15 серпня 1958 року розібраний на брухт |
| 9  | «Гамблдон»  | L37           | Swan Hunter, Волсенд                                | 8 червня 1939  | 12 грудня 1939  | 8 червня 1940     | у грудні 1945 року списаний та 4 лютого 1958 року розібраний на брухт |
| 10 | «Голдернес» | L48           | Swan Hunter, Волсенд                                | 29 червня 1939 | 8 лютого 1940   | 10 серпня 1940    | 20 травня 1946 року списаний та 20 листопада 1956 року розібраний |
| 11 | «Котсволд»  | L54           | Yarrow Shipbuilders, Скотстон                       | 11 жовтня 1939 | 18 липня 1940   | 16 листопада 1940 | 29 червня 1946 року списаний та 11 вересня 1957 року розібраний |
| 12 | «Коттесмор» | L78           | Yarrow Shipbuilders, Скотстон                       | 12 грудня 1939 | 5 вересня 1940  | 29 грудня 1940    | 28 лютого 1946 року списаний. 20 квітня 1950 року проданий Єгипту, де введений до складу єгипетського флоту, як «Ібрагім ель Аваль»; списаний на брухт |
| 13 | «Мендіп»    | L60           | Swan Hunter, Волсенд                                | 10 серпня 1939 | 9 квітня 1940   | 12 жовтня 1940    | 20 травня 1946 року виведений зі складу флоту; 1947 році проданий до складу ВМС гомінданівського Китаю, де перейменований на «Лін Фу». 1951 році перепроданий Єгипту, де увійшов до складу єгипетського флоту, як «Ібрагім ель Аваль». 31 жовтня 1956 року захоплений Ізраїлем під час бойових дій та введений до складу ВМС Ізраїлю під ім'ям «Хайфа». 1968 році потоплений як корабель-мішень протикорабельною ракетою Gabriel |
| 14 | «Мейнелл»   | L82           | Swan Hunter, Волсенд                                | 10 серпня 1939 | 7 червня 1940   | 30 грудня 1940    | з 11 серпня 1945 до грудня 1946 року — корабель-мішень для військової авіації, потім списаний та проданий до еквадорських ВМС, як «Президенте Веласко Ібарра»; 1978 році розібраний на брухт |
| 15 | «Пітчлі»    | L92           | Scotts Shipbuilding and Engineering Company, Грінок | 26 липня 1939  | 13 лютого 1940  | 23 жовтня 1940    | у серпні 1946 року списаний та 1 грудня 1956 року розібраний на брухт |
| 16 | «Кванток»   | L58           | Scotts Shipbuilding and Engineering Company, Грінок | 26 липня 1939  | 22 квітня 1940  | 6 лютого 1941     | у грудні 1945 року списаний та 1954 році проданий до еквадорських ВМС, як «Президенте Альфаро»; 1978 році розібраний на брухт |
| 17 | «Кворн»     | L66           | J. Samuel White, Коуз                               | 26 липня 1939  | 27 березня 1940 | 21 вересня 1940   | 3 серпня 1944 року затонув біля берегів Нормандії внаслідок ураження людино-торпедою Neger |
| 18 | «Саутдаун»  | L25           | J. Samuel White, Коуз                               | 22 серпня 1939 | 5 липня 1940    | 8 листопада 1940  | з 8 вересня 1945 до 1946 року — корабель-мішень для військової авіації, 22 травня 1946 року списаний та 1 листопада 1956 року розібраний на брухт |
| 19 | «Тайндейл»  | L96           | Alexander Stephen and Sons, Лінтгауз                | 27 липня 1939  | 5 червня 1940   | 2 грудня 1940     | 12 грудня 1943 року потоплений німецьким підводним човном U-593 |
| 20 | «Воддон»    | L45           | Alexander Stephen and Sons, Лінтгауз                | 27 липня 1939  | 16 липня 1940   | 28 лютого 1941    | у жовтні 1945 року виведений зі складу флоту та розібраний на брухт 5 квітня 1959 року |

### Підтип II
| №  | Корабель       | Номер вимпелу | Виготовлювач                                        | Закладено         | Спущено         | У строю          | Статус |
| -- | -------------- | ------------- | --------------------------------------------------- | ----------------- | --------------- | ---------------- | --- |
| 21 | «Ейвон Вале»   | L06           | John Brown & Company, Клайдбанк                     | 12 лютого 1940    | 23 жовтня 1940  | 17 лютого 1941   | у березні — травні 1944 року тимчасово входив до складу грецьких ВМС. 10 грудня 1945 року виведений до резерву, 15 травня 1958 року розібраний на брухт |
| 22 | «Бланкні»      | L30           | John Brown & Company, Клайдбанк                     | 17 травня 1940    | 19 грудня 1940  | 11 квітня 1941   | у травні 1945 року виведений до резерву; 22 жовтня 1959 року проданий на брухт |
| 23 | «Блінкатра»    | L24           | Cammell Laird, Беркенгед                            | 11 листопада 1939 | 6 серпня 1940   | 14 грудня 1940   | у липні 1948 року виведений до резерву; 2 січня 1957 року розібраний на брухт |
| 24 | «Броклесбі»    | L42           | Cammell Laird, Беркенгед                            | 18 листопада 1939 | 30 вересня 1940 | 9 квітня 1941    | з 1945 до травня 1946 року — корабель-мішень для військової авіації. 1951—1952 роках модернізований у тренувальний корабель для протичовнових дій. 22 червня 1963 року виведений зі складу флоту та 21 жовтня 1968 року проданий на брухт                                          |
| 25 | «Чайддінгфолд» | L31           | Scotts Shipbuilding and Engineering Company, Грінок | 1 березня 1940    | 10 березня 1941 | 16 жовтня 1941   | 18 червня 1953 року позичений ВМФ Індії, де отримав ім'я «Ганга». 1975 році списаний і згодом розібраний на брухт |
| 26 | «Кодроу»       | L52           | Scotts Shipbuilding and Engineering Company, Грінок | 30 квітня 1940    | 22 липня 1941   | 29 липня 1942    | 8 листопада 1942 року піддався потужній повітряній атаці німецької авіації; зазнав серйозних структурних пошкоджень. У серпні 1944 року повернутий до строю, 1959 році розібраний на брухт.                                                                                        |
| 27 | «Крум»         | L62           | Alexander Stephen and Sons, Глазго                  | 7 червня 1940     | 30 січня 1941   | 29 червня 1941   | восени 1945 року виведений до резерву, 13 серпня 1957 року розібраний на брухт |
| 28 | «Далвертон»    | L63           | Alexander Stephen and Sons, Глазго                  | 16 липня 1940     | 1 квітня 1941   | 27 вересня 1941  | 13 листопада 1943 року атакований поблизу острова Кос німецькими бомбардувальниками Do 217 E-5 з використанням авіаційних керованих бомб Hs 293; згодом затоплений |
| 29 | «Ерідж»        | L68           | Swan Hunter, Тайн-енд-Вір                           | 21 листопада 1939 | 20 серпня 1940  | 28 лютого 1941   | 29 серпня 1942 року перероблений на базовий корабель після отриманих пошкоджень унаслідок торпедної атаки італійського торпедного катера MTSM; у жовтні 1946 року проданий на брухт                                                                                                |
| 30 | «Фарндейл»     | L70           | Swan Hunter, Волсенд                                | 21 листопада 1939 | 30 вересня 1940 | 27 квітня 1941   | 4 грудня 1962 року проданий на брухт |
| 31 | «Гітроп»       | L85           | Swan Hunter, Волсенд                                | 18 грудня 1939    | 30 жовтня 1940  | 21 червня 1941   | 20 березня 1942 року потоплений німецьким підводним човном U-652 поблизу Сіді-Баррані |
| 32 | «Ламертон»     | L88           | Swan Hunter, Волсенд                                | 10 квітня 1940    | 14 грудня 1940  | 16 серпня 1941   | 24 квітня 1953 року позичений ВМФ Індії, де отримав ім'я «Гоматі». 1975 році списаний і згодом розібраний на брухт |
| 33 | «Ліддсдейл»    | L100          | Vickers-Armstrongs, Ньюкасл-апон-Тайн               | 20 листопада 1939 | 19 серпня 1940  | 28 лютого 1941   | 1948 році розібраний на брухт |
| 34 | «Оуклі»        | L72           | Vickers-Armstrongs, Ньюкасл-апон-Тайн               | 22 листопада 1939 | 30 жовтня 1940  | 17 червня 1941   | переданий до складу Польських ВМС, як ORP «Куяв'як». 16 червня 1942 року затонув унаслідок підриву на міні поблизу Мальти |
| 35 | «Пакерідж»     | L108          | J. Samuel White, Коуз                               | 1 січня 1940      | 6 березня 1941  | 30 липня 1941    | 6 вересня 1943 року потоплений U-617 східніше Гібралтару |
| 36 | «Сілвертон»    | L115          | J. Samuel White, Коуз                               | 5 грудня 1939     | 4 грудня 1940   | 28 травня 1941   | переданий до складу Польських ВМС, як ORP «Краков'як». 1946 році повернутий до Великої Британії, 1959 році списаний на брухт |
| 37 | «Вітленд»      | L122          | Yarrow Shipbuilders, Скотстон                       | 30 травня 1940    | 7 червня 1941   | 3 листопада 1941 | 19 червня 1945 року виведений зі складу флоту. 20 вересня 1957 року розібраний на брухт |
| 38 | «Вілтон»       | L128          | Yarrow Shipbuilders, Скотстон                       | 7 вересня 1940    | 17 жовтня 1941  | 18 лютого 1942   | 19 червня 1945 року виведений зі складу флоту; 30 листопада 1959 року розібраний на брухт |
| 39 | «Лодердейл»    | L95           | John I. Thornycroft & Company, Вулстон              | 12 грудня 1939    | 5 серпня 1941   | 24 грудня 1941   | 1946 році позичений грецьким ВМС, як «Евгеон». У грудні 1959 року повернутий до Королівського флоту Великої Британії, згодом розібраний на брухт |
| 40 | «Ледбарі»      | L90           | John I. Thornycroft & Company, Саутгемптон          | 24 січня 1940     | 27 вересня 1941 | 11 лютого 1942   | у березні 1946 року виведений до резерву флоту. У квітні 1958 року розібраний на брухт |
| 41 | «Бедсворт»     | L03           | Cammell Laird, Беркенгед                            | 15 травня 1940    | 17 березня 1941 | 18 серпня 1941   | 16 листопада 1944 року переданий до складу Королівських ВМС Норвегії; 15 травня 1958 року розібраний на брухт |
| 42 | «Бофорт»       | L14           | Cammell Laird, Беркенгед                            | 17 липня 1940     | 9 червня 1941   | 3 листопада 1941 | 1952 році проданий до складу Норвезьких ВМС; 1965 році проданий на брухт |
| 43 | «Бідейл»       | L26           | Hawthorn Leslie and Company, Геббурн                | 25 травня 1940    | 23 липня 1941   | 17 квітня 1942   | переданий до складу Польських ВМС, як ORP «Шльонзак». 1946 році повернутий до Великої Британії, 1952 році переданий до складу Індійських ВМС. 27 квітня 1953 року введений, як INS «Годаварі». 23 березня 1976 року потрапив на мілину на Мальдівах; 1979 році розібраний на брухт |
| 44 | «Бістер»       | L34           | Hawthorn Leslie and Company, Геббурн                | 29 травня 1940    | 5 вересня 1941  | 9 травня 1942    | 22 серпня 1956 року розібраний на брухт |
| 45 | «Блекмор»      | L43           | Alexander Stephen and Sons, Глазго                  | 10 лютого 1940    | 2 грудня 1941   | 14 квітня 1942   | 18 липня 1952 року проданий до складу данських ВМС, як «Есберн Снер». 1966 році списаний та розібраний на брухт |
| 46 | «Бремгем»      | L51           | Alexander Stephen and Sons, Глазго                  | 7 квітня 1941     | 29 січня 1942   | 16 червня 1942   | У березні 1943 року переданий до Королівського ВМФ Греції. 12 листопада 1959 року повернутий до Великої Британії; 1960 році списаний та розібраний на брухт |
| 47 | «Кальпе»       | L71           | Swan Hunter, Волсенд                                | 12 червня 1940    | 28 квітня 1941  | 11 грудня 1941   | у 1952 році проданий до складу данських ВМС, як «Рольф Краке». 1966 році списаний та розібраний на брухт |
| 48 | «Ексмур»       | L08           | Swan Hunter, Волсенд                                | 7 червня 1940     | 12 березня 1941 | 18 жовтня 1941   | у 1952 році проданий до складу данських ВМС, як «Вальдемар Шейр». 1966 році списаний та розібраний на брухт |
| 49 | «Грув»         | L77           | Swan Hunter, Тайн-енд-Вір                           | 28 серпня 1940    | 29 травня 1941  | 5 лютого 1942    | 12 червня 1942 року потоплений торпедами німецького підводного човна U-77 північніше єгипетського Соллума |
| 50 | «Гарслі»       | L84           | Swan Hunter, Тайн-енд-Вір                           | 21 грудня 1940    | 25 липня 1941   | 2 квітня 1942    | 2 листопада 1943 року позичений Королівським ВМС Греції. 12 листопада 1959 року повернутий до Великої Британії; 27 квітня 1960 року проданий до Греції, де розібраний на брухт |
| 51 | «Гарворт»      | L28           | Vickers-Armstrongs, Волсенд                         | 10 квітня 1940    | 16 квітня 1941  | 5 жовтня 1941    | 22 жовтня 1943 року підірвався на мінному полі поблизу острову Лерос |
| 52 | «Міддлтон»     | L74           | John I. Thornycroft & Company, Саутгемптон          | 10 квітня 1940    | 12 травня 1941  | 10 січня 1943    | 4 жовтня 1957 року проданий на брухт |
| 53 | «Оклі»         | L98           | Yarrow Shipbuilders, Скотстон                       | 19 серпня 1940    | 15 січня 1942   | 7 травня 1942    | 11 листопада 1957 року проданий до флоту Західної Німеччини. 18 жовтня 1958 року введений як фрегат «Гнейзенау». 30 вересня 1972 року виведений зі складу сил флоту та 18 січня 1977 розібраний на брухт                                                                           |
| 54 | «Саутволд»     | L10           | J. Samuel White, Коуз                               | 18 червня 1940    | 29 травня 1941  | 9 жовтня 1941    | 24 березня 1942 року підірвався на міні біля Марсаскала (Мальта) та згодом затонув при транспортуванні |
| 55 | «Теткотт»      | L99           | J. Samuel White, Коуз                               | 29 липня 1940     | 12 серпня 1941  | 11 грудня 1941   | 1956 році розібраний на брухт |
| 56 | «Зетланд»      | L59           | Yarrow Shipbuilders, Глазго                         | 2 жовтня 1940     | 7 березня 1942  | 27 червня 1942   | 2 вересня 1954 року позичений Королівським ВМС Норвегії, як «Тромсе», потім проданий. 1965 році розібраний на брухт |

### Підтип III
| №  | Корабель      | Номер вимпелу | Виготовлювач                                           | Закладено         | Спущено           | У строю           | Статус |
| -- | ------------- | ------------- | ------------------------------------------------------ | ----------------- | ----------------- | ----------------- | --- |
| 57 | «Ейрідейл»    | L07           | John Brown & Company, Клайдбанк                        | 20 листопада 1940 | 12 серпня 1941    | 8 січня 1942      | 15 червня 1942 року потоплений атакою пікіруючих бомбардувальників Ju 87 StG 3 при супроводженні конвою Операція «Вігорос»                                                                        |
| 58 | «Олбрайтон»   | L12           | John Brown & Company, Клайдбанк                        | 30 грудня 1940    | 11 жовтня 1941    | 22 лютого 1942    | 11 листопада 1957 року проданий ВМС Західної Німеччини. 14 травня 1959 року введений як фрегат «Рауль». 1968 році виведений зі складу сил флоту та 1969 році розібраний на брухт                  |
| 59 | «Альденгам»   | L22           | Cammell Laird, Беркенгед                               | 22 серпня 1940    | 27 серпня 1941    | 5 лютого 1942     | 14 грудня 1944 року підірвався на морській міні в Адріатичному морі |
| 60 | «Біве»        | L32           | Cammell Laird, Беркенгед                               | 14 жовтня 1940    | 18 листопада 1941 | 29 березня 1942   | у жовтні 1945 року виведений до резерву; 21 жовтня 1957 року розібраний на брухт |
| 61 | «Блін»        | L47           | Hawthorn Leslie and Company, Геббурн                   | 22 лютого 1941    | 15 січня 1942     | 23 серпня 1942    | 11 грудня 1942 року потоплений німецьким підводним човном U-443 поблизу Орана |
| 62 | «Блісдейл»    | L50           | Vickers-Armstrongs, Ньюкасл-апон-Тайн                  | 31 жовтня 1940    | 23 липня 1941     | 16 квітня 1942    | 14 вересня 1956 року розібраний на брухт |
| 63 | «Боулброк»    | L65           | Swan Hunter, Тайн-енд-Вір                              | 3 квітня 1941     | 5 листопада 1941  | 27 червня 1942    | 27 червня 1942 року позичений грецьким ВМС, як «Піндос». У 1959 році повернутий до Королівського флоту Великої Британії, 1960 році розібраний у Греції на брухт                                   |
| 64 | «Бордер»      | L67           | Swan Hunter, Тайн-енд-Вір                              | 1 травня 1941     | 3 лютого 1942     | 5 серпня 1942     | 20 липня 1942 року позичений грецьким ВМС, як «Адріас». У 1959 році повернутий до Королівського флоту Великої Британії, пізніше розібраний на брухт                                               |
| 65 | «Каттерік»    | L81           | Vickers-Armstrongs, Барроу-ін-Фернес                   | 4 липня 1940      | 1 березня 1941    | 22 листопада 1941 | у травні 1946 року позичений грецьким ВМС, як «Гастінгс». Згодом перекваліфікований на фрегат. 1963 році розібраний на брухт                                                                      |
| 66 | «Деруент»     | L83           | Vickers-Armstrongs, Барроу-ін-Фернес                   | 29 грудня 1940    | 22 серпня 1941    | 24 квітня 1942    | 19 березня 1943 року торпедований німецьким Ju 88 під час нальоту I./KG 54 та KG 77 у порту Триполі, Лівія. Зазнав серйозних пошкоджень, ніколи не відновлювався; 1947 році розібраний на брухт   |
| 67 | «Істон»       | L09           | J. Samuel White, Коуз                                  | 25 березня 1941   | 11 липня 1942     | 7 грудня 1942     | 15 січня 1953 року розібраний на брухт |
| 68 | «Еггесфорд»   | L15           | J. Samuel White, Коуз                                  | 23 червня 1941    | 12 вересня 1942   | 21 січня 1943     | 11 листопада 1957 року проданий до ВМС Західної Німеччини. 1968 році списаний зі складу сил флоту та наступного року розібраний на брухт                                                          |
| 69 | «Ескдейл»     | L36           | Cammell Laird, Беркенгед                               | 18 січня 1941     | 16 березня 1942   | 31 липня 1942     | Переданий до складу Королівського ВМФ Норвегії. 14 квітня 1943 року під час супроводу конвою PW 232 у Ла-Манші потоплений німецькими швидкісними катерами типу E-Boot                             |
| 70 | «Глейсдейл»   | L44           | Cammell Laird, Беркенгед                               | 4 лютого 1941     | 5 січня 1942      | 12 червня 1942    | Переданий до складу Королівського ВМФ Норвегії. У серпні 1946 року проданий Норвегії, перейменований на «Нарвік»; 1956 році перекваліфікований на фрегат. 1962 році списаний та проданий на брухт |
| 71 | «Готленд»     | L27           | Fairfield Shipbuilding and Engineering Company, Говань | 30 січня 1941     | 3 лютого 1942     | 6 листопада 1942  | У лютому 1946 року списаний та проданий на брухт |
| 72 | «Галдон»      | L19           | Fairfield Shipbuilding and Engineering Company, Говань | 16 січня 1941     | 27 квітня 1942    | 30 грудня 1942    | переданий до складу ВМС Вільної Франції, як «Ла Комбаттанте». 23 лютого 1945 року підірвався на міні поблизу Кромера (Норфолк) біля східного узбережжя Англії                                     |
| 73 | «Гетерлей»    | L53           | Vickers-Armstrongs, Ньюкасл-апон-Тайн                  | 12 грудня 1940    | 18 грудня 1941    | 27 липня 1942     | позичений грецьким ВМС, як «Канаріс». У 1959 році повернутий до Королівського флоту Великої Британії, де наступного року проданий на брухт                                                        |
| 74 | «Гейдон»      | L75           | Vickers-Armstrongs, Ньюкасл-апон-Тайн                  | 1 травня 1941     | 2 квітня 1942     | 24 жовтня 1942    | 17 травня 1958 року проданий на брухт |
| 75 | «Голкомбі»    | L56           | Alexander Stephen and Sons, Глазго                     | 3 квітня 1941     | 14 квітня 1942    | 16 вересня 1942   | 12 грудня 1943 року потоплений торпедною атакою німецького ПЧ U-593 біля алжирського Джиджеля |
| 76 | «Лімборн»     | L57           | Alexander Stephen and Sons, Глазго                     | 8 квітня 1941     | 12 травня 1942    | 24 жовтня 1942    | 23 жовтня 1943 року потонув після зазнаних у бою біля Сет-Іль пошкоджень від торпедної атаки німецького міноносця T22                                                                             |
| 77 | «Мелбрейк»    | L73           | J. Samuel White, Коуз                                  | 23 червня 1941    | 5 березня 1942    | 10 жовтня 1942    | 22 листопада 1956 року проданий на брухт |
| 78 | «Модбарі»     | L91           | Swan Hunter, Тайн-енд-Вір                              | 5 серпня 1941     | 13 квітня 1942    | 25 листопада 1942 | позичений грецьким ВМС, як «Міауліс». У 1959 році повернутий до Королівського флоту Великої Британії, де наступного року проданий на брухт                                                        |
| 79 | «Пенілен»     | L89           | Vickers-Armstrongs, Барроу-ін-Фернес                   | 4 червня 1941     | 17 березня 1942   | 25 серпня 1942    | 3 грудня 1942 року потоплений поблизу Старт-Пойнт торпедами швидкісного катера S115 |
| 80 | «Роквуд»      | L39           | Vickers-Armstrongs, Барроу-ін-Фернес                   | 28 липня 1940     | 29 серпня 1941    | 13 червня 1942    | 11 листопада 1943 року уражений керованими авіаційними бомбами Hs 293 в Егейському морі; у травні 1944 року списаний на брухт                                                                     |
| 81 | «Стівенстоун» | L16           | J. Samuel White, Коуз                                  | 2 вересня 1941    | 23 листопада 1942 | 18 березня 1943   | 2 вересня 1959 року списаний на брухт |
| 82 | «Талібонт»    | L18           | J. Samuel White, Коуз                                  | 28 листопада 1941 | 3 лютого 1943     | 19 травня 1943    | у 1947 році виведений до резерву, 3 травня 1962 року розібраний на брухт |
| 83 | «Танатсайд»   | L69           | Yarrow Shipbuilders, Глазго                            | 23 червня 1941    | 30 квітня 1942    | серпень 1942      | 1946 році позичений грецьким ВМС, як «Адріас». У серпні 1962 року повернутий до Королівського флоту Великої Британії, де згодом розібраний на брухт                                               |
| 84 | «Венслідейл»  | L86           | Yarrow Shipbuilders, Скотстон                          | 28 липня 1941     | 20 червня 1942    | 20 жовтня 1942    | 21 листопада 1944 року внаслідок зіткнення з танкодесантним судном HM LST 367 зазнав серйозних пошкоджень, визнаний конструктивно знищеним та списаний                                            |

### Підтип IV
| №  | Корабель     | Номер вимпелу | Виготовлювач                           | Закладено      | Спущено         | У строю        | Статус                                                                                   |
| -- | ------------ | ------------- | -------------------------------------- | -------------- | --------------- | -------------- | ---------------------------------------------------------------------------------------- |
| 85 | «Брекон»     | L76           | John I. Thornycroft & Company, Вулстон | 27 лютого 1941 | 27 червня 1942  | 18 грудня 1942 | 4 грудня 1945 року виведений зі складу флоту та 17 вересня 1962 року розібраний на брухт |
| 86 | «Бріссенден» | L79           | John I. Thornycroft & Company, Вулстон | 28 лютого 1941 | 15 вересня 1942 | 12 лютого 1943 | 18 лютого 1965 року проданий на брухт                                                    |